# IC 5264
IC 5264 је спирална галаксија у сазвјежђу Ждрал која се налази на листи објеката дубоког неба у Индекс каталогу.
Деклинација објекта је - 36° 33' 16" а ректасцензија 22h 56m 52,7s. Привидна величина (магнитуда) објекта IC 5264 износи 12,7 а фотографска магнитуда 13,5. Налази се на удаљености од 47,750 милиона парсека од Сунца. IC 5264 је још познат и под ознакама ESO 406-29, MCG -6-50-14, IRAS 22540-3649, PGC 70081.